# Boren (Schleswig-Holstein)
Pour les articles homonymes, voir Boren.
Boren (en danois: Borne) est une commune de l'arrondissement de Schleswig-Flensbourg, Land de Schleswig-Holstein.

## Géographie
La commune se situe dans la péninsule d'Angeln, dans la Schlei.
Les quartiers de Boren sont Akeby da Ågeby), Boren (Borne), Fahrtoft (Faartoft), Güderott (Gyderød), Hegeholz (Hegnholt), Hürye (Hyrød), Ketelsby, Lindau (Lindå), Lindaunis (Lindånæs), Papenfeld, Rehberg (Rebjerg) et Wrium.Il y a en tout 31 villages et cités.
La fusion de 2013 inclut les communes d'Ekenis - Bicken, Boknis, Ekenisfeld, Ekenislund, Pageroe, Wattlück - et de Kiesby - Bremswatt, Kaltoft, Kiesbyfeld.
Le pont de Lindaunis est un pont basculant permettant le franchissement de la Schlei. Il sert à la fois de route et de chemin de fer entre Flensbourg et Kiel, ses passages se succèdent, le train ayant la priorité. L'été, il est ouvert durant un quart d'heure toutes les heures.

## Histoire
Elkenis, un village circulaire typique, est cité pour la première fois en 1352. Il n'existe pas de mention écrite de ce village dans le Liber Census Daniæ écrit sous Valdemar II mort en 1241. Des fouilles archéologiques ont trouvé des silex et des tumulus datant du Néolithique et de l'âge du bronze. On a trouvé aussi un champ funéraire datant de l'Empire romain et des restes d'habitations peu après la glaciation. Le nom d'Elkenis laisse croire que le village a été créé par des agriculteurs du Jutland.
À Pageroe se trouvent les restes d'un château-fort médiéval. Marguerite Ire de Danemark l'achète en 1406 puis l'abandonne.
La première mention écrite de Kiesby date de 1386.

## Culture
Le domaine de Dänisch-Lindau batî en 1415 est connu pour être le décor de la série télévisée Der Landarzt.

## Source, notes et références
- (de) Cet article est partiellement ou en totalité issu de l’article de Wikipédia en allemand intitulé « Boren » (voir la liste des auteurs).